# Ceromasia spinipes
Ceromasia spinipes là một loài ruồi trong họ Tachinidae.